# Axel Bellinghausen
Axel Bellinghausen (ur. 17 maja 1983 w Siegburgu) – niemiecki piłkarz, obecnie grający w FC Augsburg, ale od lipca 2012 roku mający być zawodnikiem Fortuny Düsseldorf.